# Roundhayi kerti jelenet
A Roundhayi kerti jelenet (eredeti cím: Roundhay Garden Scene) 1888-ban készült fekete-fehér kisfilm, amelyet a valaha készült legelső fennmaradt filmként tartanak számon.

## A film
Az angliai Leeds egyik külvárosában, Roundhayben (Anglia, Nyugat-Yorkshire, Leeds, Roundhay, Oakwood Grange Road) készítette Louis Aimé Augustin Le Prince. Szereplői: Adolphe Le Prince (Le Prince fia), Sarah Whitley (Le Prince anyósa), Joseph Whitley és Harriet Hartley. A cselekmény mindössze annyi, hogy a szereplők körbe járnak és nevetnek.
A készítés ideje nagy valószínűséggel megállapítható: 1888. október 14., mivel Mrs Sarah Whitley 1888 októberében elhunyt. Mára csak az eredeti papírtekercs részletei maradtak fenn fotómásolat formájában.
A filmet celluloid szalagra rögzítették Le Prince egylencsés kamerájával. Az eredeti változatban másodpercenként 12 filmkocka pergett le, de a fotómásolat nem teljes, ezért a jelenlegi állapot 2 másodperces és 18 filmkockás. A film rekonstruált verziója a fennmaradt eredeti képekből készült, amikor a képkockákat mozgófilmmé alakították át eltávolították a torzításokat. Néhány szakértő kétségbe vonja, hogy a felvétel egylencsés kamerával készült.